# 李静 (排球运动员)
李静（1991年8月9日—），山东潍坊人，中國女子排球运动员，身高1.86米，司職主攻，現時效力於浙江嘉善西塘女排。

## 運動生涯
2004年入选浙江体育职业技术学院女排。代表浙江队，曾获得2010年全国女排锦标赛冠军、2013年全国女排锦标赛冠军、2013-2014赛季全国女排联赛冠军。在2012-2013和2013-2014赛季两次夺得联赛“得分王”的称号。
作为中国队成员，获得2016年第5届女排亚洲杯冠军，并获得最有价值球员（MVP），入选本届亚洲杯的最佳阵容。

## 獎項

### 個人榮譽
- 2013-14賽季中國女子排球聯賽：最有价值球员（MVP）
- 2016年女排亞洲盃：最佳主攻、最有价值球员（MVP）
- 2016-17賽季中國女子排球聯賽：最佳扣球

### 俱樂部
- 2012-2013赛季中国女子排球联赛： - 铜牌（浙江開元女排）
- 2013-2014赛季中国女子排球联赛： - 金牌（浙江嘉善農商銀行女排）
- 2016-2017赛季中国女子排球联赛： - 銀牌（浙江嘉善農商銀行女排）

### 國家隊
- 2016年女排亞洲盃： - 金牌
- 2017年瑞士女排精英賽： - 銅牌